# Limnophila (Limnophila) undulata
Limnophila (Limnophila) undulata is een tweevleugelige uit de familie steltmuggen (Limoniidae). De soort komt voor in het Neotropisch gebied.